# Clube de Futebol Esperança de Lagos
O Clube de Futebol Esperança de Lagos (mais conhecido por Esperança de Lagos) é um clube de futebol português, localizado na cidade de Lagos, no Algarve, distrito de Faro. Fundado a 20 de Setembro de 1912, conta com sete presenças no segundo escalão mais alto do futebol português, militando atualmente na época 2023/24 a 1ª divisão do Campeonato Distrital do Algarve. As partidas são disputadas no estádio local, o Estádio Municipal de Lagos.
Atualmente conta com as modalidades de futebol, dispondo de camadas de formação a partir da sua Academia, o futsal, contando apenas com equipa sénior que joga da 2ª Divisão Distrital da AF Algarve, o Atletismo, com a coordenação de uma das referências nacionais da modalidade, Carlos Cabral, e a Dança.

## História
O Clube de Futebol Esperança de Lagos sucedeu ao Lagos Football Clube e deve o seu nome à então namorada de um dos fundadores.
José Victor Adragão era um conceituado lacobrigense e à falta de melhor nome para a novel coletividade decidiu sugerir o nome de Esperança, a sua namorada chamava-se Esperança Rodrigues.
Corria o ano de 1912, estávamos no dia 20 de Setembro e nascia assim aquela que é hoje uma das coletividades mais antigas do Algarve: O Clube de Futebol Esperança de Lagos.
O futebol já era uma realidade em Lagos, em 1882 disputou-se a primeira partida. Foi nos terrenos junto ao cais e frente a frente estavam duas equipas de tripulações de barcos ingleses, a pátria do futebol.
Os jovens de Lagos apreciaram o desporto e foram criados três clubes, o Sport Lisboa e Lagos (viria a da lugar ao Sport Lagos e Benfica), o Clube de Futebol Marítimo "Os Lacobrigenses" e o Lagos Football Clube, percursor do Esperança.
Entretanto, depois da sua fundação, o Clube de Futebol Esperança de Lagos continuou a utilizar o campo de S. João e antes da oficialização dos campeonatos distritais começou a disputar jogos com as equipas da terra e da vizinhança, nomeadamente Portimão e Silves (Portugal).
Os jogos entre o Esperança e o Lisboa e Lagos eram autênticos "Sporting-Benfica", até porque estavam em causa duas filiais dos clubes de referência de então.
Mais tarde começaram os campeonatos oficiais e, nas décadas de 30 e 40 do século passado, foram muitas as vitórias do Esperança.
De entre os vários títulos conquistados, o mais importante terá sido a vitória no campeonato nacional de terceira divisão na época 1982/83.
Depois de 35 épocas consecutivas nos campeonatos nacionais, no ano de 2004 o Esperança desce aos distritais do Algarve. Seguiram-se vários anos muito difíceis onde pairou a possibilidade de extinção da equipa sénior.
Num processo de reabilitação económica e desportiva a atual direção conseguiu que o clube retornasse aos campeonatos nacionais na época de 2008/09.
Na época seguinte a equipa de Iniciados ascende ao Campeonato Nacional, após uma década de ausência.

## Plantel Atual
Atualizado a 20 de setembro de 2023

## Ligas
A equipa de Seniores participou várias décadas em Campeonatos Nacionais (2ª Divisão e 3ª Divisão), nos últimos anos tem oscilado entre a 1ª Divisão Distrital do Algarve (05/06, 06/07, 07/08, 08/09, 14/15, 15/16, 16/17, 17/18, 18/19), a 3ª Divisão Nacional (03/04, 09/10, 10/11, 11/12, 12/13) e o Campeonato de Portugal (liga) (13/14, 19/20).

## Palmarés
- Campeão Nacional da 3ª Divisão em 1974/75 e 1982/83
- Campeão Distrital do Algarve em 1969/70, 2008/09 e 2018/19
- Vencedor da Taça do Algarve em 1968/69, 2004/05 e 2008/09
- Campeão Distrital do Algarve - 2ª Divisão em 1939/40, 1940/41, 1941/42 e 1942/43
- Vencedor da Taça de Hora do Algarve em 1972/73 e 1973/74

## Campo de Jogos
- Campo Rossio Trindade, 2 500 lugares (extinto)
- Estádio Municipal de Lagos, 4 600 lugares

## Marca do equipamento
Macron